# Kobeřice (Hradčany-Kobeřice)
Kobeřice (německy Koberitz) je severozápadní část obce Hradčany-Kobeřice v okrese Prostějov. V roce 2009 zde bylo evidováno 95 adres. V roce 2001 zde trvale žilo 174 obyvatel.
Kobeřice je také název katastrálního území o rozloze 3,31 km2.

## Historie
První písemná zmínka o obci pochází z roku 1399.

## Obyvatelstvo

### Struktura
Vývoj počtu obyvatel za celou obec i za jeho jednotlivé části uvádí tabulka níže, ve které se zobrazuje i příslušnost jednotlivých částí k obci či následné odtržení.
| Místní části   | Místní části  | 1869 | 1880 | 1890 | 1900 | 1910 | 1921 | 1930 | 1950 | 1961 | 1970 | 1980 | 1991 | 2001 | 2011 |
| -------------- | ------------- | ---- | ---- | ---- | ---- | ---- | ---- | ---- | ---- | ---- | ---- | ---- | ---- | ---- | ---- |
| Počet obyvatel | část Kobeřice | 332  | 364  | 376  | 326  | 365  | 342  | 378  | 292  | 310  | 281  | 227  | 183  | 174  | 212  |
| Počet domů     | část Kobeřice | 72   | 78   | 78   | 78   | 82   | 83   | 85   | 88   | 0    | 85   | 74   | 86   | 89   | 92   |

## Pamětihodnosti
- Kostel Bolestné Panny Marie

## Fotogalerie

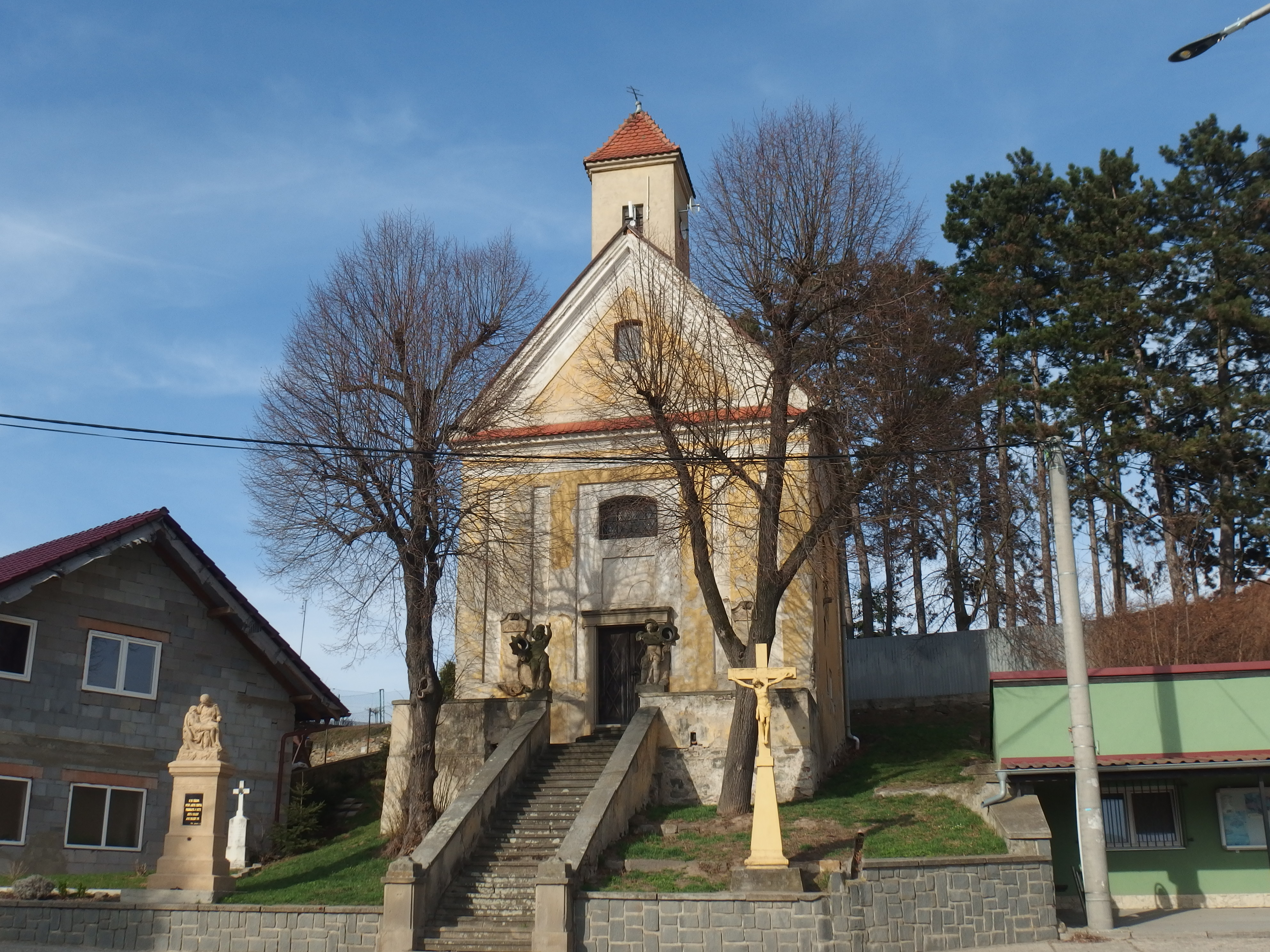
Kostel Panny Marie Bolestné s monumentálním schodištěm a barokními sochami
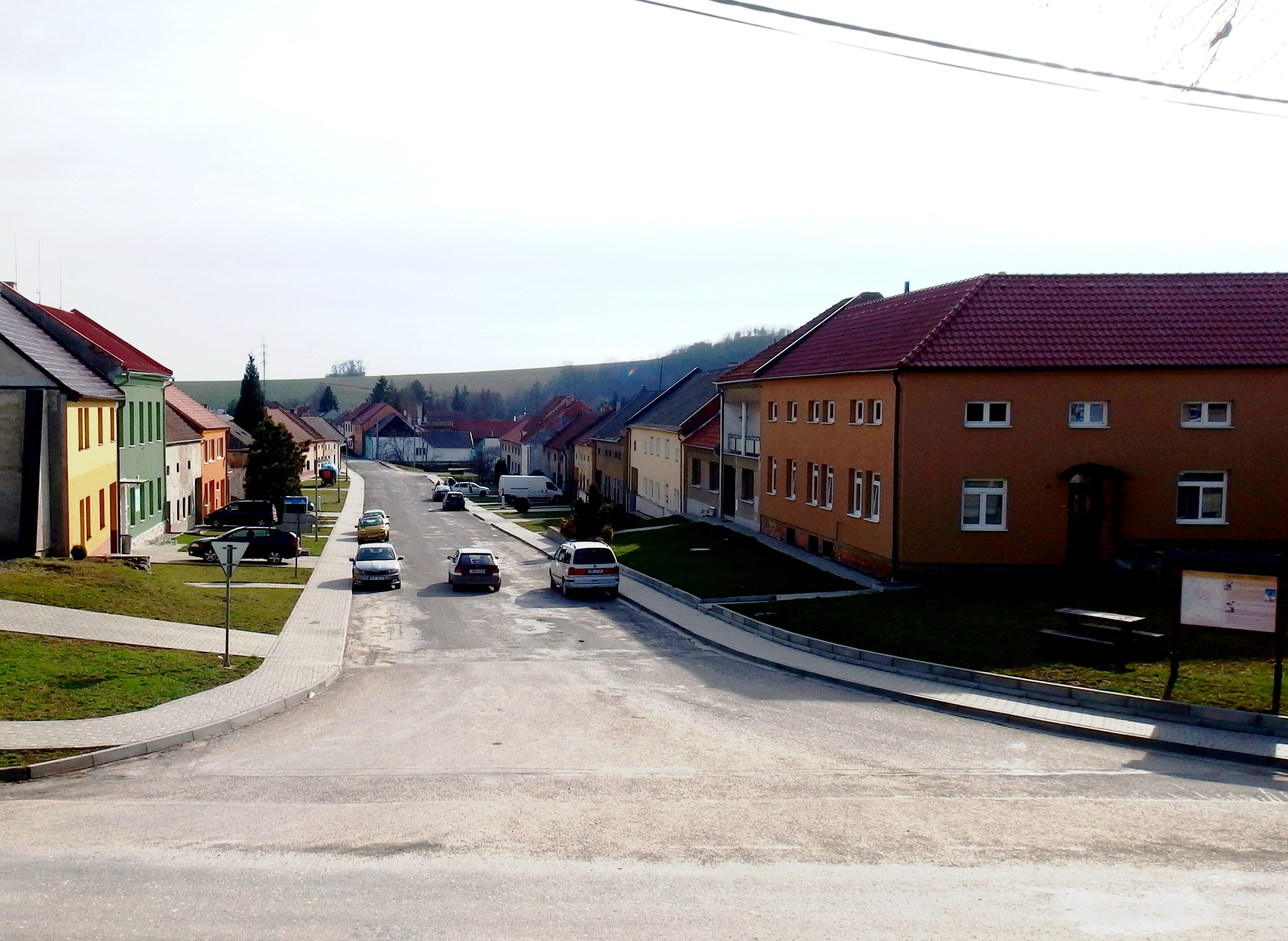
Pohled od kostela
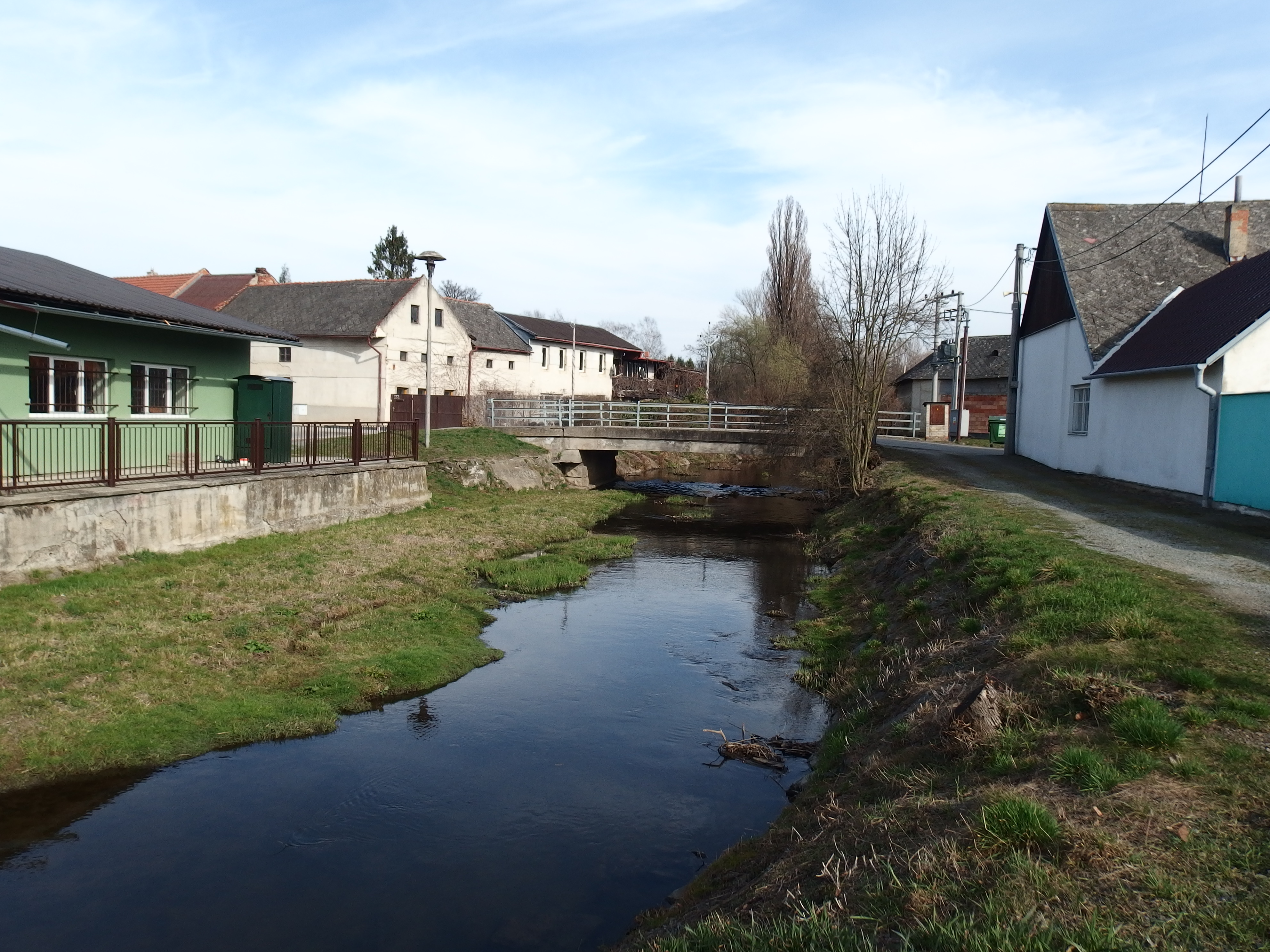
Potok Brodečka
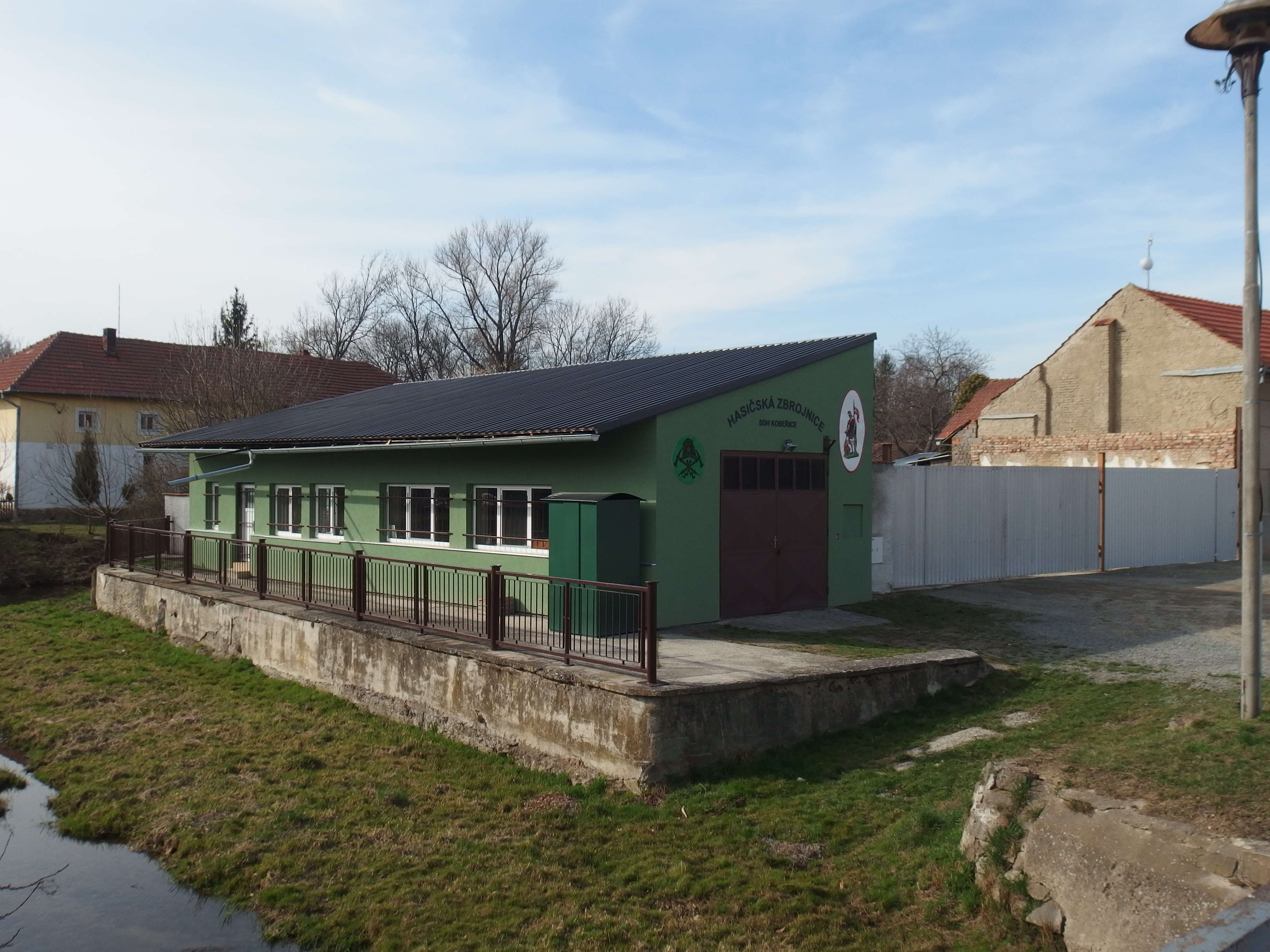
Hasičská zbrojnice